# Шерлок, Хуан
Хуан Шерлок (исп. Juan Sherlock; имя при рождении Джон Шерлок, англ. John Sherlock ок. 1705 — 25 июля 1794) — испанский военачальник, бригадир.

## Биография
Джон Шерлок происходил из ирландской католической семьи, и был сыном полковника испанской службы Питера Шерлока, которого в 1716 году Джеймс Старый Претендент сделал рыцарем и баронетом. Значительные земельные владения семьи Шерлоков в ирландском графстве Уотерфорд были, однако, утрачены ещё во время подавления Ирландского восстания 1641 года. Как и многие ирландцы-католики, утратившие свои земли землевладельцы, Шерлоки эмигрировали в Испанию, надеясь вернуться на родину, когда католик снова станет королём Англии. В Испании, где имя Джона Шерлока произносилось как Хуан Шерлок, он, как и его отец и дед, служил в полку Ультония (то есть Ольстерском) в составе ирландской бригады испанской армии.
Джон Шерлок участвовал в Англо-испанской войне 1727—1729, в том числе, в неудачной попытке испанцев вернуть себе Гибралтар.
К 1774 году Джон Шерлок был губернатором Мелильи — испанского полуэксклава на побережье Марокко. Прославился он во время нападения на Мелилью 40-тысячной армии марокканского султана, который пользовался в этой операции поддержкой англичан. Имея всего 5 000 человек, дон Хуан Шерлок с 9 декабря 1774 по 19 марта 1775 оборонял Мелилью от марокканских войск и алжирских наёмников, дождался прибытия испанского флота и подкреплений, снял осаду и разбил марокканцев.
Позднее дон Хуан Шерлок стал губернатором крепости Санлукар-де-Баррамеда, где и скончался в возрасте 89 лет. Память губернатора Мелильи и Санлукара сохраняет памятник, воздвигнутый в Мелилье у старых крепостных ворот.